# Zampognaro

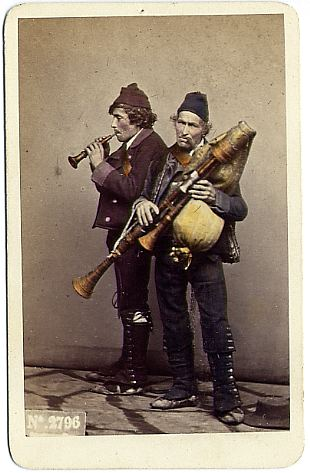
Coppia di zampognari con zampogna e ciaramella

Lo zampognaro è il suonatore di zampogna, uno strumento musicale arcaico a fiato diffuso in Italia centro-meridionale. La zampogna (da non confondere con la cornamusa diffusa nel nord Italia e in altre regioni europee) è uno strumento tradizionale caratterizzato dalla presenza di più canne sonore.

## Regioni
Le regioni dove è tradizionalmente presente la zampogna sono: Lazio (province di Frosinone, Rieti e Latina), Abruzzo, Molise, Campania, Puglia, Basilicata, Calabria, Sicilia.

## Periodo natalizio
Comunemente gli zampognari fanno parte di quei musicisti o figuranti che con l'arrivo del Natale (in particolare durante il periodo della Novena dell'Immacolata Concezione e del Natale) percorrono le vie cittadine, in abiti tipici, suonando motivi natalizi tradizionali, quali ad esempio Tu scendi dalle stelle di sant'Alfonso Maria de' Liguori o altri canti. Generalmente gli zampognari suonano in coppia, uno la zampogna vera e propria ed un altro la ciaramella o altri strumenti a fiato e tradizionalmente si tratta di pastori o contadini che si trasferiscono temporaneamente in città per il periodo natalizio.
La "coppia" di zampognari rappresenta anche una presenza fissa del presepe e in particolare del presepe napoletano, dove generalmente trova posto nelle immediate vicinanze della "capanna" o "grotta" della Sacra Famiglia.
Se è vero che la zampogna nei grandi centri urbani si usa solo nel periodo natalizio, in ambito rurale/pastorale questa accompagna tutti gli accadimenti dell'anno.
Oggi l'impiego della zampogna e degli zampognari in ambito rurale (processioni, rituali, feste e balli) è praticato in Campania (provincia di Salerno), Basilicata, Calabria, Sicilia e Abruzzo.
È importante ricordare come, in seguito alla migrazione dal sud verso l'industriale nord, oggi in grandi città come Milano si trovano zampognari (di diverse provenienze) che mantengono viva la tradizione sia esecutiva, sia costruttiva.
La presenza della zampogna - come tale - in altre regioni d'Italia è dovuta alla passione di alcuni musicisti di altre regioni che l'hanno fatta propria, ma non è espressione di tipicità ne di tradizione. Discorso diverso per i vari tipi di cornamusa tipici dell'Italia nord-occidentale, dove i rispettivi suonatori assumono altre denominazioni locali: "cornamusaro", müsetta nelle Quattro province, suonatore di "piva" nel parmense o di "baghèt" nella bergamasca.